# Oberaula
Oberaula (letteralmente "Aula di sopra", in contrapposizione alla vicina Niederaula – "Aula di sotto") è un comune tedesco di 3 289 abitanti situato nel land dell'Assia.